# Cyrtandra
Cyrtandra là một chi thực vật thuộc họ Gesneriaceae.

## Các loài
- Cyrtandra aurantiicarpa  Gill. (đặc hữu Savai'i), Samoa
- Cyrtandra nitens  C. B. Clark  (đặc hữu Savai'i, Samoa
- Cyrtandra aurantiicarpa
- Cyrtandra biserrata – Molokai cyrtandra
- Cyrtandra cleopatrae
- Cyrtandra confertiflora – lava cyrtandra
- Cyrtandra cordifolia[1] – the latin name means cyrtandra with heart-shaped leaves
- Cyrtandra crenata – Kahana Valley cyrtandra
- Cyrtandra cyaneoides – mapele
- Cyrtandra dentata – mountain cyrtandra
- Cyrtandra elatostemoides
- Cyrtandra ferripilosa – red-hair cyrtandra
- Cyrtandra filipes – gulch cyrtandra
- Cyrtandra garnotiana – hahala
- Cyrtandra giffardii – forest cyrtandra
- Cyrtandra gracilis – Palolo Valley cyrtandra
- Cyrtandra grandiflora – largeflower cyrtandra
- Cyrtandra grayana – Pacific cyrtandra
- Cyrtandra grayi – Gray's cyrtandra
- Cyrtandra halawensis – toothleaf cyrtandra
- Cyrtandra hashimotoi – Maui cyrtandra
- Cyrtandra hawaiensis – Hawaii cyrtandra
- Cyrtandra hematos – singleflower cyrtandra
- Cyrtandra hirtigera
- Cyrtandra hypochrysoides
- Cyrtandra kalihii – Koolau Range cyrtandra
- Cyrtandra kamooloaensis – Kamo'oloa cyrtandra
- Cyrtandra kauaiensis – ulunahele
- Cyrtandra kealiae
  - Cyrtandra kealiae ssp. kealiae (syn. C. limahuliensis)[2]
  - Cyrtandra kealiae ssp. urceolata
- Cyrtandra kohalae – Kohala Mountain cyrtandra
- Cyrtandra laxiflora – Oahu cyrtandra
- Cyrtandra lessoniana – Lesson's cyrtandra
- Cyrtandra macraei – upland cyrtandra
- Cyrtandra menziesii – ha'i wale
- Cyrtandra munroi – Lanaihale cyrtandra
- Cyrtandra nitens
- Cyrtandra oenobarba – shaggystem cyrtandra
- Cyrtandra olona – Kauai cyrtandra
- Cyrtandra oxybapha – Pohakea Gulch cyrtandra
- Cyrtandra paliku – cliffside cyrtandra
- Cyrtandra paludosa – kanaweo ke'oke'o
- Cyrtandra platyphylla – 'ilihia
- Cyrtandra polyantha – Niu Valley cyrtandra
- Cyrtandra pruinosa – frosted cyrtandra
- Cyrtandra pulgarensis
- Cyrtandra samoensis
- Cyrtandra sessilis – windyridge cyrtandra
- Cyrtandra subumbellata – parasol cyrtandra
- Cyrtandra tahuatensis
- Cyrtandra tintinnabula – Laupahoehoe cyrtandra
- Cyrtandra umbellifera
- Cyrtandra viridiflora – greenleaf cyrtandra
- Cyrtandra waiolani – fuzzyflower cyrtandra
- Cyrtandra wawrae – rockface cyrtandra